# 隐含成本
隐含成本（implicit cost）又译作应负成本、隱藏成本，是指在商品生产过程中，厂商本身提供給自己所需的生产要素，如：
- 使用公司本身的资金
- 雇主自身的时间或资金投入
- 公司生产所需的设备

与隐含成本（implicit cost）相对应的是显明成本（explicit cost）